# 海生号炮艇
“海生”号炮艇（Hyson）是清朝最早的内河武装舰艇之一，也是中国最早的现代化船舶之一。该炮艇为蒸汽动力船，原属常胜军水师，因配备陆用轮毂而具备两栖行进能力。该艇曾作为查理·喬治·戈登的指挥舰参与攻克昆山之战，1865年移交上海捕盗局，后转属海关，1877年被变卖。

## 设计
“海生”号长21.33米，舷宽7.31米，吃水深度1.52米。该艇具备两栖特性——其明轮装置可在水位过浅的河床地带行进。

## 服役历史

### 常胜军服役
该艇的建造时间不详。有记录显示该艇最初由美国人大卫森（Davidson）指挥。1863年3月英国皇家工兵少校戈登接管了弗雷德里克·湯森德·華爾于1862年初创立的常胜军。戈登将武装蒸汽艇“海生”号作为其指挥部，在其指挥下该艇引领清军取得多次胜利。据传其汽笛声能震慑敌军。当时该艇船员包括4名外籍军官、4名司炉工、10名炮手及20名水手。1863年收复昆山的战役期间，该艇曾运载350名士兵及火炮装备。

### 后续服役
1865年4月或5月间，该艇由上海道台丁日昌（李鸿章麾下忠于清朝的官员）奉命购得。1865年7月或8月转隶上海捕盗局，遂执行上海周边巡逻任务。
“海生”号后被移交清朝海关，更名为“静波”号，最终于1877年被变卖。

## 文学
- 陳悦. .  第1版. 上海: 商務印書館. 2013. ISBN 9789620703614. OCLC 932045897 （中文（香港））.
- Mossman, Samuel. . London: Griffith, Farran, Browne & Co. 1893.
- Urban, Mark. . London: Faber and Faber. 2005. ISBN 978-0571224876.
- Wilson, Andrew. . William Blackwood and Sons. 1868.
- Branfill-Cook, Roger. . South Yorkshire: Seaforth Publishing. 2018. ISBN 9781848323803.